# Saguinus ursula
Saguinus ursula – gatunek ssaka naczelnego z rodziny pazurkowcowatych (Callitrichidae), o słabo poznanej biologii. Dawniej traktowany jako podgatunek tamaryny czarnej (Saguinus niger).

## Taksonomia
Gatunek po raz pierwszy zgodnie z zasadami nazewnictwa binominalnego opisał w 1807 roku niemiecki botanik i entomolog Johann Centurius Hoffmannsegg nadając mu nazwę Saguinus ursula. Miejsce typowe to Belém w stanie Pará w Brazylii. Friedrich Wilhelm Sieber zebrał kilkanaście okazów obu płci, młodych i dorosłych, na których swój opis oparł Hoffmannsegg. Lektotyp wyznaczyli w 2013 roku brazylijscy teriolodzy Renato Gregorin i Mario de Vivo: jest to skóra i czaszka dorosłej samicy (sygnatura ZMB 288a) ze zbiorów Muzeum Historii Naturalnej w Berlinie.
Utworzono kilka kombinacji nazw m.in.: Simia ursula, Midas ursula (ang. Midas group – grupa obejmująca gatunki S. midas, S. niger, S. ursula), Jacchus ursulus, Hapale ursulus, Leontocebus ursulus, Cercopithecus ursulus i Mystax ursulus. Dawniej Saguinus ursula traktowany był jako podgatunek S. niger, jednak z najnowszych badań wynikło (pobranie włosia od S. niger i S. ursulus na terenie rzeki Tocantins i Xingu), iż S. ursula jest odrębnym taksonem.
Autorzy Illustrated Checklist of the Mammals of the World uznają ten gatunek za monotypowy.

## Zasięg występowania
S. ursula występuje w Brazylii na południe od Amazonki – od wschodnich brzegów rzeki Tocantins (stan Pará) do granicy amazońskiej dżungli z ekoregionem Cerrado i formacją roślinną caatinga (stan Maranhão).

## Morfologia
Długość ciała (bez ogona) 21–26 cm, długość ogona 32–40 cm; masa ciała samic około 428 g, samców około 431 g.  Z wyglądu bardzo podobna do S. niger, jednak posiada więcej czerwonych i/lub pomarańczowych plam pomiędzy plecami a ogonem. Posiada dość gęste włosie, szczególnie w okolicach dłoni i twarzy oraz palców.

## Ekologia
Podobnie jak w przypadku innych pazurkowcowatych, Saguinus ursulus praktykuje monogamię. Ponadto po urodzeniu się młodego opiekę nad nim sprawuje samiec.

## Status zagrożenia i ochrona
Międzynarodowa Unia Ochrony Przyrody (IUCN) od 2020 roku uznaje Saguinus ursulus za gatunek narażony na wyginięcie (VU – vulnerable); wcześniej nie był on klasyfikowany jako osobny gatunek. Oba gatunki nie mogą się ze sobą krzyżować, ponieważ rzeka Tocantins spełnia swoją funkcję jako biologiczna bariera dla genów tych dwóch gatunków tamaryn.